# Torre del Tostón
El Castell del Cotillo, torre de la Mare de Déu del Pilar i Sant Miquel o torre del Tostón, és una torre de defensa situada a la localitat del Cotillo, al municipi de l'Oliva a l'illa de Fuerteventura, (província de Las Palmas, Canàries, Espanya). Protegia el port natural, conegut com a Puerto del Roque des de 1599 fins al 1626, que va passar a denominar-se Puerto del Tostón, i al segle xx va obtenir el nom actual del Cotillo. Es va construir sobre les runes del castell de Rico Roque, construït per Jean de Bethencourt, i la van anomenar Torre de la Mare de Déu del Pilar i Sant Miquel.

## Descripció
És una torre de planta circular i dues altures construïda el 1743, obra de l'enginyer militar Claudio de Lisle. La torre defensava amb tres canons de ferro la costa i les naus fondejades al port del Cotillo dels pirates berbers, anglesos i francesos. És semblant al Castell de Fuste, del mateix enginyer, i també a Fuerteventura, però de menors dimensions i sense espitlleres al parapet perimetral. L'accés és per una escala de pedra exterior i un pont llevadís.
Hi ha cert nombre de torrasses en diversos paratges de la geografia de l'arxipèlag, seguint una certa línia de construcció d'iguals característiques. El Castell del Cotillo es considera 'bessó' del Castell de Sant Andrés a Tenerife; els de Gando i Sant Pere, en Gran Canària; el de Caleta de Fuste, a Fuerteventura; i la Torre de l'Àguila, a Lanzarote.